# Wanda Kragen
Wanda Kragen (ur. 19 marca 1893 w Krakowie, zm. 27 lutego 1982 roku tamże) – tłumaczka, prozaiczka i poetka.

## Życiorys
Absolwentka Uniwersytetu Jagiellońskiego (studia przyrodnicze). W latach 1929–1934 współpracowała z czasopismem „Nowy Dziennik”, w którym publikowała swoje recenzje teatralne i literackie. W tamtym czasie rozpoczęła także pracę translatorską (tłumaczenia z języków: niemieckiego, angielskiego i francuskiego). W 1930 wstąpiła do Związku Zawodowego Literatów Polskich (późniejszego Związku Literatów Polskich). Okres okupacji spędziła w Warszawie, a po zakończeniu wojny powróciła do rodzinnego Krakowa. W okresie powojennym zajmowała się przekładami z literatury angielskiej i niemieckiej. Współpracowała z „Przekrojem”, „Dziennikiem Polskim”, „Życiem Literackim”, „Tygodnikiem Powszechnym”. Za przekłady na język angielski otrzymała w 1976 nagrodę polskiego PEN Clubu. W 1978 ufundowała corocznie przyznawaną nagrodę za wybitne tłumaczenie (z języków francuskiego, angielskiego lub niemieckiego). W 1972 została odznaczona Krzyżem Kawalerskim Orderu Odrodzenia Polski. Zmarła w Krakowie, 27 lutego 1982.

## Twórczość
- Poza rzeczywistością – tomik wierszy (1931)
- Pamiętnik Marii – powieść (1932)
- Dymy nad Azją – reportaż (1934)

## Przekłady
W nawiasach podano datę publikacji pierwszego polskiego wydania
- Sigrid Undset – Krystyna córka Lavransa T. 1-3 (1929), Wiosna (1931), Wiga-Ljot i Wigdis (1933), Olaf syn Auduna T. 1-2 (1937), Olaf syn Auduna na Hestwiken (1938), Olaf syn Auduna i jego dzieci (1938)
- Edwin Erich Dwinger(inne języki) – Armia za drutem kolczastym. Pamiętnik z Sybiru (1930)
- Maurice Leblanc – Troje oczu (1930)
- Gaston Leroux – W szponach meduzy (1930)
- Arnold Zweig – Wielka wojna białych ludzi, T. 1-5 (lata 1933-1956)
- Emil Droonberg(inne języki) – Złoto mglistych gór (1931)
- John Galsworthy – Saga rodu Forsytów, T. 6 Łabędzi śpiew (1931)
- Ludwik Renn – Po wojnie (1931)
- Emil Ludwig – Dary życia (1932)
- Hugh Lofting – Doktor Dolittle i jego zwierzęta (1934)
- Józef Roth – Marsz Radetzky’ego T. 1-2 (1934)
- Pearl Buck – Spowiedź Chinki (1935)
- Allen Roy Evans(inne języki) – Wędrówka renów (1939)
- Bruno Frank(inne języki) – Cervantes (1939)
- Irving Stone – Pasja życia. Powieść na tle życia Van Gogha (1948)
- Anna Seghers – Towarzysze (1950), List gończy (1951)
- Stefan Zweig – Balzak (1950)
- Eduard Claudius(inne języki) – Zwycięstwo Hansa Aehre (1953)
- Adam Scharrer – Krety (1953)
- Heinrich Böll – I nie poskarżył się ani jednym słowem (1956)
- Johannes Ruber(inne języki) – Trwaj mój świecie (1958)
- Habe Hans – Off limits (1960)
- Felix Timmermans – Piotr Breughel (1962)
- John Galsworthy – Karawana (zbiór opowiadań) (1963) – niektóre opowiadania
- Franz Carl Weiskopf(inne języki) – Himmelfahrtskommando (1963)
- Honoré de Balzac – Komedia ludzka. Studia filozoficzne (1965)
- Robert Musil – Niepokoje wychowanka Törlessa (1965)
- Ruth Seydewitz(inne języki), Max Seydewitz(inne języki) – Dama z gronostajem. Największy rabunek dzieł sztuki wszystkich czasów (1966)
- Johannes Urzidil(inne języki) – Wielkie alleluja! (1968)
- Jürgen Thorwald – Stulecie detektywów (1971)
- Theun de Vries – Diabelskie poczwary czyli rzecz o żywocie i dziełach Melchiora Hinthama (1973)
- Konrad Lorenz – Opowiadania o zwierzętach (1975)